# 獴大口非鯽
獴大口非鯽，為輻鰭魚綱鱸形目隆頭魚亞目慈鯛科的其中一種，被IUCN列為極危保育類動物，分布於非洲喀麥隆Barombi Mbo湖流域， 體長可達10.2公分，棲息在湖泊中底層水域，生活習性不明。

## 擴展閱讀
維基物種上的相關：獴大口非鯽